# Fwupd
fwupd je softwarový démon pro operační systém Linux, který slouží k aktualizaci firmwaru, především UEFI.
Vývoj začal začátkem roku 2015 vývojář GNOME Richard Hughes. V červnu 2015 k němu připravil podpůrnou službu Linux Vendor Firmware Service (LVFS), přes kterou mohou výrobci publikovat aktualizace (i ve formátu CAB obvyklém v prostředí Microsoft Windows).  GNOME verze 3.18 vydané na podzim 2015 již poskytovalo podporu fwupd ve svém grafickém uživatelském rozhraní. Prvním velkým výrobcem hardwaru, který projekt začal podporovat, byla koncem roku 2015 společnost Dell. K říjnu 2017 bylo podporováno 72 zařízení převážně od firem Dell a Logitech. V srpnu 2018 se jako další velký výrobce přidala společnost Lenovo.
Začátkem roku 2019 oznámil fwupd podporu firmware zařízení na sběrnici ATA, především pevných disků, pro které nebyla podpora v nástroji hdparm.